# Siekańce
Siekańce – drobne kawałki ołowiu lub żelaza, którymi nabijano garłacze lub działa np. szrotownice. 
Służyły do rażenia z małej odległości siły żywej nieprzyjaciela. Używany przez wojsko jako pocisk w czasach poprzedzających produkcję śrutu.

## Środek płatniczy
Fragmenty monet, ozdób lub bryłek srebra, używanych we wczesnym średniowieczu jako środek płatniczy.